# Evangelische Pfarrkirche Thening

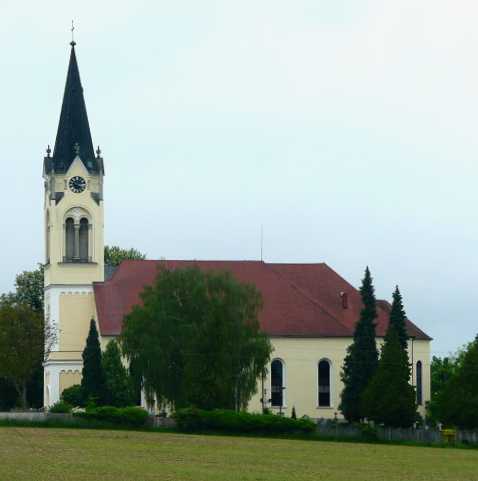
Evangelische Pfarrkirche Thening. Kirche im Feld

Die Evangelische Pfarrkirche Thening in der Gemeinde Kirchberg-Thening in Oberösterreich wurde in den Jahren 1856–1859 in neuromanischer Form erbaut. Die Pfarrgemeinde ist Teil der Evangelischen Kirche A.B. in Österreich und gehört zur Evangelischen Superintendentur Oberösterreich. Der Sakralbau wird auch Kirche im Feld genannt und ist die größte evangelische Kirche im Bundesland Oberösterreich. Das Gotteshaus steht unter dem Titel Evangelische Pfarrkirche A.B. unter Denkmalschutz.(Listeneintrag)

## Die evangelische Pfarrkirche
Der Kirchenbau erfolgte zwischen Juni 1856 und Juni 1859. Die Einweihung fand am 29. Juni 1859 statt. Mit 1100 Plätzen ist die Pfarrkirche Thening die größte evangelische Kirche in Oberösterreich. Das Gebäude wurde im Baustil der Neuromanik errichtet. Das Altarbild „Christus am Kreuz“ des Dresdener Malers Knäbich wurde vom Gustav-Adolf-Frauenverein Dresden gestiftet. In den Jahren 1866–1867 wurde der Kirchturm gebaut und eine Glocke angeschafft. Vom Orgelbauer Moser aus Salzburg kam die Orgel. 1886 wurden drei weitere Glocken geweiht, damit bestand das Geläute nun aus vier Glocken. 1909 kam der Taufstein aus Marmor hinzu.

## Geschichte der evangelischen Gemeinde
Am 4. Oktober 1624 ordnete Kaiser Ferdinand II. an, dass alle Prädikanten und lutherischen Schulmeister binnen 8 Tagen Oberösterreich zu verlassen hätten. Nach dem Oberösterreichischen Bauernkrieg gab es keine offizielle evangelische Kirchenstruktur, der Glaube wurde als so genannter Kryptoprotestantismus im Geheimen gelebt. Erst Kaiser Joseph II. erlaubte durch das Toleranzpatent von 1781 die Wiedererrichtung evangelischer Pfarrgemeinden in den habsburgischen Landen. Nach über 150 Jahren konnte sich der evangelische Glaube wieder entfalten. In Oberösterreich bildeten sich 9 Toleranzgemeinden. Da es in der Gegend einen stark ausgeprägten Geheimprotestantismus gab, waren auch in Thening genügend Protestanten zur Gründung einer Toleranzgemeinde vorhanden.
Am 7. August 1783 wurde in Thening Johann Friedrich Wanderer als erster Pfarrer durch den Superintendenten in sein Amt eingeführt. Im Jahr 1784 konnte das Theninger Toleranzbethaus fertiggestellt werden. Ein Toleranzbethaus durfte nach damaliger Rechtslage von außen nicht wie eine Kirche aussehen, also gab es keinen Kirchturm und keine Rundfenster. Die Toleranzgemeinde Thening war auch für die Seelsorge im Gebiet von Traun und Linz sowie bis in das Mühlviertel zuständig. Linz bekam 1841 ein eigenes Bethaus und trennte sich dann 1850 kirchenrechtlich von Thening.
In den Jahren 1856–1859 wurde die heutige Pfarrkirche Thening erbaut. 1861 hatte man das bisherige Toleranzbethaus teilweise niedergerissen und zur evangelischen Schule umgebaut. 1907 folgte die Errichtung eines neuen Schulgebäudes. Mit dem Anschluss an das Deutsche Reich wurden 1938 in Österreich die evangelischen Schulen aufgelöst. 1951 wurden wieder vier neue Glocken geweiht. Das ehemalige Schulgebäude adaptierte die Pfarre 1958 als Gemeindehaus.